# Wylie Stateman
Wylie Stateman é um editor de som norte-americano. Stateman foi indicados para vários prêmios da indústria cinematográfica, incluindo cinco Óscar, quatro prêmios BAFTA e 15 Motion Picture Sound Editor Awards.